# Sätterfjärden

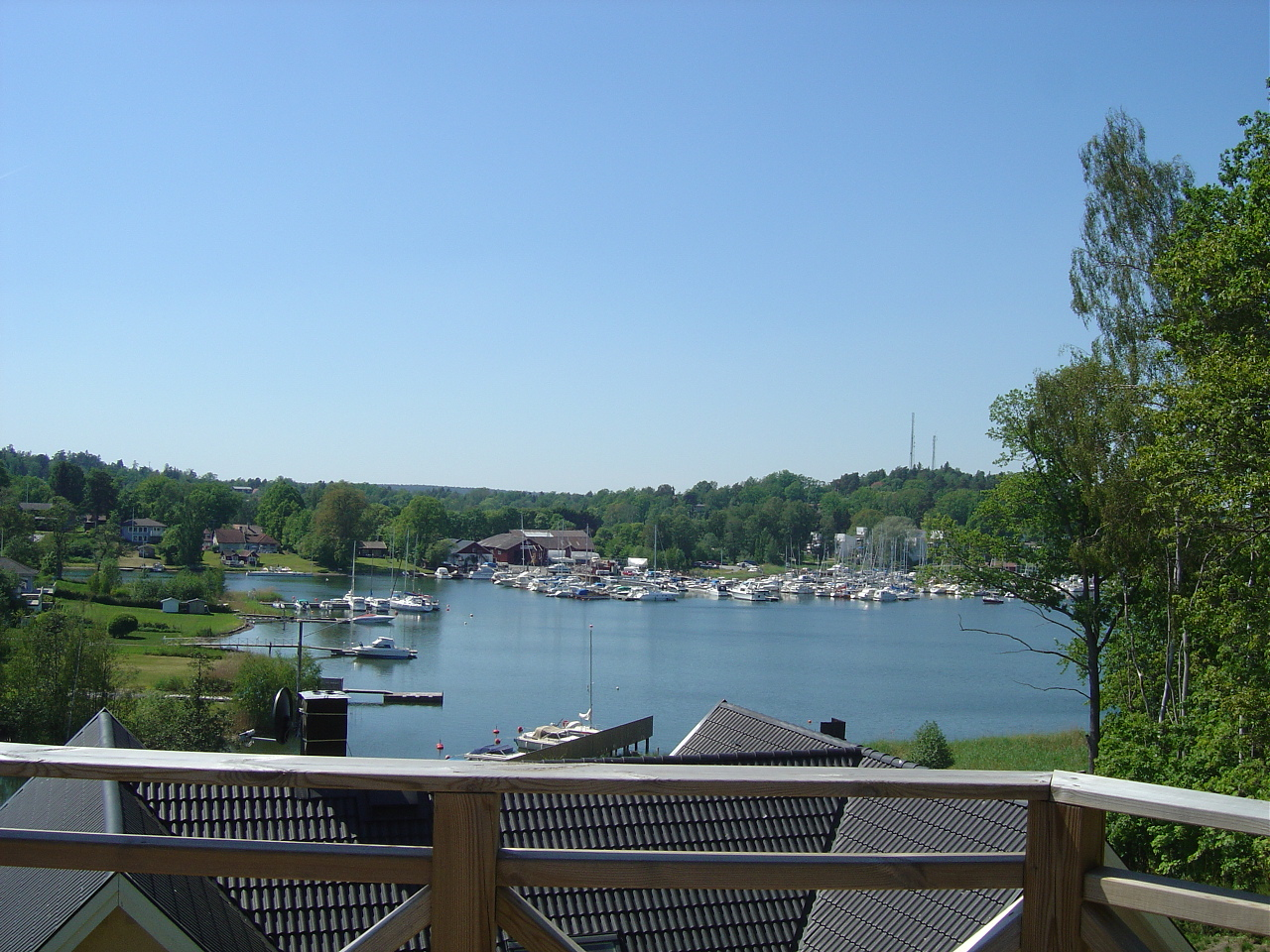
Sätterfjärden sedd från Margretelund mot Österskär

Sätterfjärden, tidigare kallad Säterfjärden, är en vik i Österåkers kommun som gränsar till villaområdena Österskär och Margretelund. Viken utmynnar i Trälhavet via Rödbosund och har även givit namn åt en intilliggande villagata i Margretelund. Det äldsta huset vid Sätterfjärden är Fiskartorpet från 1600-talet.

## Kartbilder

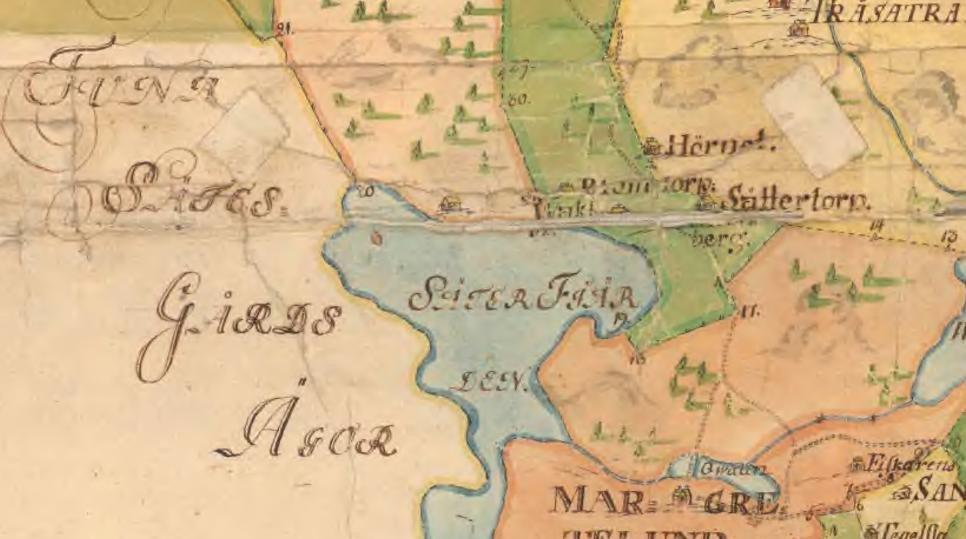
SätersFiärden 1681
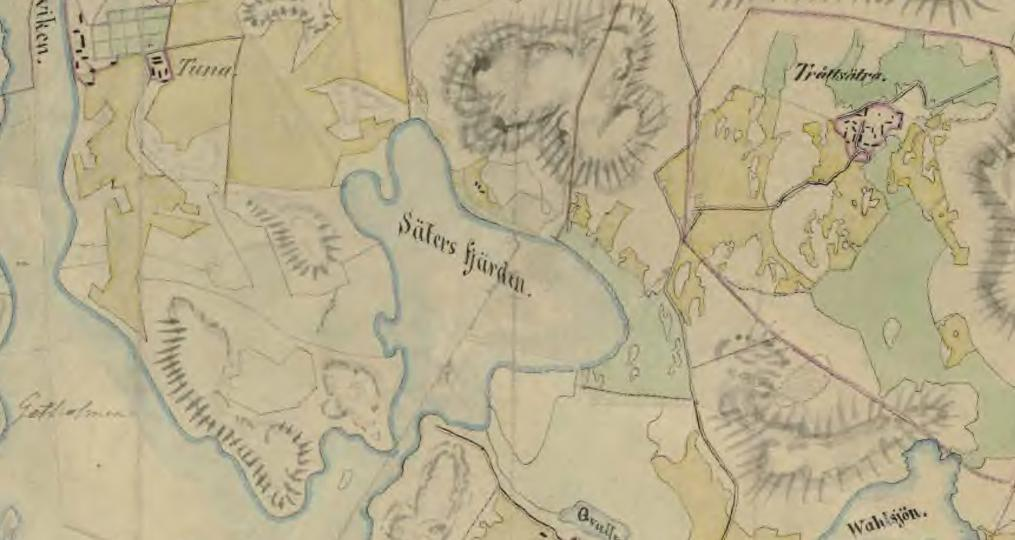
SätersFjärden 1750
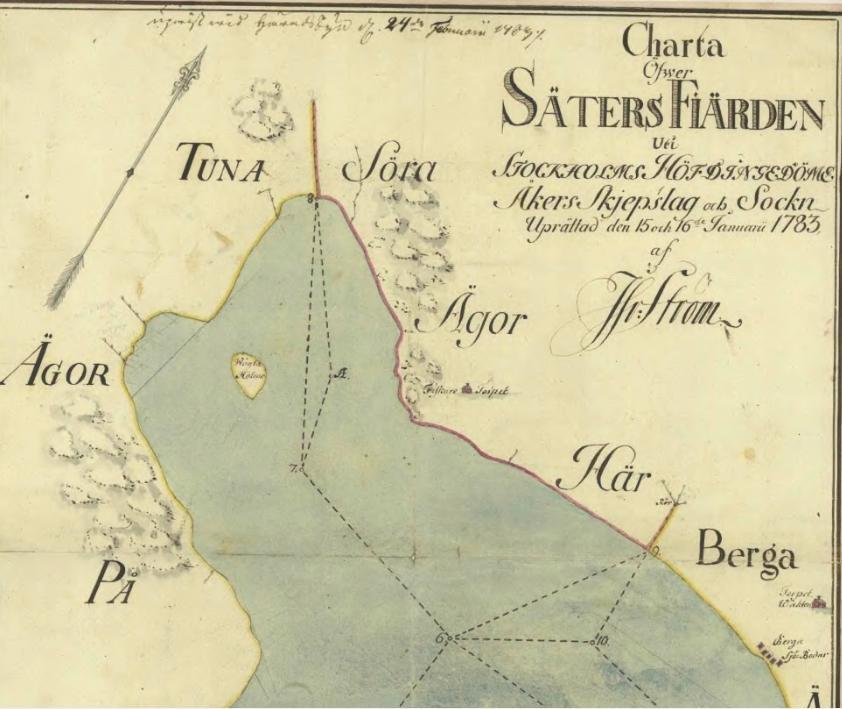
SätersFiärden 1783
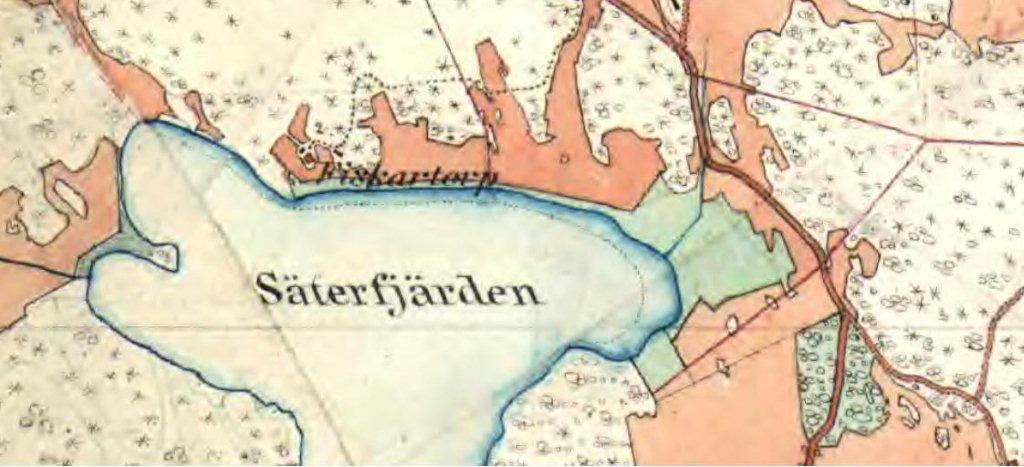
Säterfjärden 1788